# 北海道立函館美術館

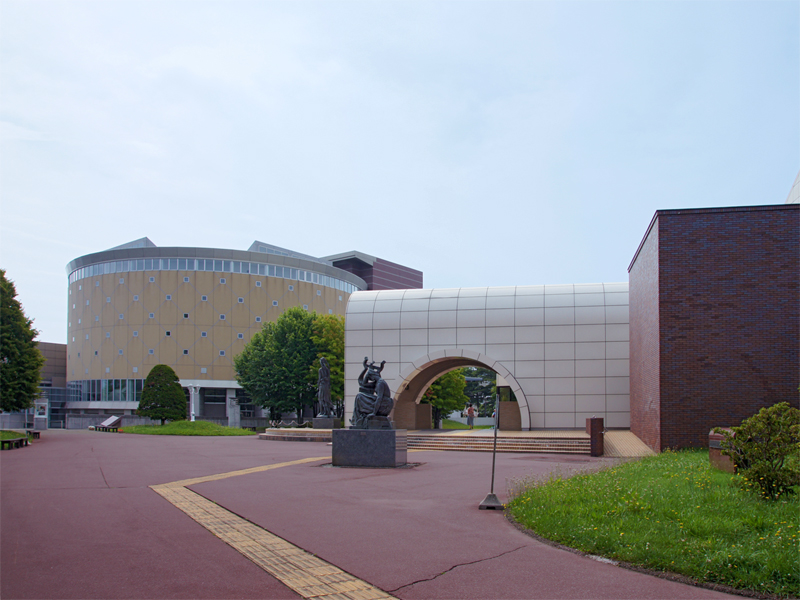
北海道立函館美術館（右手前）と函館市芸術ホール（左奥）（2012年7月）

北海道立函館美術館（ほっかいどうりつはこだてびじゅつかん）は、北海道函館市にある美術館。

## 概要
道南地域における芸術文化の拠点として国内外の美術を広く紹介するとともに、「道南の美術」「書と東洋美術」「文字と記号に関わる現代美術」の3つをテーマとした収集・保存・調査・研究を行っている。また、さまざまな教育普及活動を展開している。1つ目の「道南の美術」については、蠣崎波響や横山松三郎に始まり、北海道発の美術団体である赤光社の画家たちを経て、戦後の作家まで道南美術の歴史を一望できるコレクションが揃っている。特に、田辺三重松の作品には、市民の募金活動を通じて集められた作品が多くあり、当テーマのなかで重要な位置を占める。2つ目の「書と東洋美術」のテーマは、松前町出身の書家・金子鷗亭にちなむ。鷗亭は開館に際して自身の代表作はもちろん、長年に渡り収集した書と東洋美術を多数寄贈しており、美術館の一角に設けられた「鷗亭記念室」で年4回ほどに分けて公開されている。3つ目の「文字と記号に関わる現代美術」は、2つ目の書のコレクションから発展したテーマで、地域とジャンルを横断したテーマ設定によりコレクションに現代性と国際性を与えている。現在、函館市から寄託された400点弱の作品を含む、2232点の作品を所蔵している。開館以来、ボランティア・グループ「いちいの会」が美術館活動を協力・支援している。
函館市芸術ホールや函館市北洋資料館に隣接しているほか、道路（ときわ通）を挟んで五稜郭タワーや五稜郭（五稜郭公園）がある。

## 施設
- 開館時間：9:30から17:00（入場は16:30まで）
- 休館日：月曜日（祝日の場合は開館）、祝日開館に伴う振替日、年末年始、展示替期間など
- 特別展示室、常設展示室1、常設展示室2（鷗亭記念室）、講堂、売店・喫茶コーナー